# Griva americana
La griva americana (Turdus migratorius) és un au migratòria de la família dels túrdids.

## Hàbitat i distribució
Es distribueix àmpliament a Amèrica del Nord des del nord del Canadà i Alaska. Passa l'hivern en els estats de Florida i Califòrnia (Estats Units); a Mèxic, Guatemala i Belize.

## Taxonomia
Alguns autors han considerat que la subespècie pròpia del sud de la Baixa Califòrnia és en realitat una espècie de ple dret:
- Turdus confinis Baird, SF, 1864 - griva de San Lucas.[3]